# Chủ đề Đường hoa Nguyễn Huệ thập niên 2020
Từ năm 1960, Đường Nguyễn Huệ, Thành phố Hồ Chí Minh có chợ hoa xuân vào mỗi dịp Tết Nguyên Đán, là nơi tập trung mua bán hoa tết cây cảnh. Nhà vườn tập kết hoa ở Bến Bạch Đằng sau đó phân bổ vào từng ô đã quy định sẵn trên đường này. Cho đến giữa thập niên 1990, đây vẫn là chợ hoa xuân chính của người dân Thành phố Hồ Chí Minh. Tuy nhiên vào khoảng năm 2000, để lập lại trật tự an toàn giao thông, thành phố quyết định không tổ chức chợ hoa trên đường Nguyễn Huệ và chuyển chợ hoa sang công viên 23 tháng 9. Năm 2004, thành phố khôi phục chợ hoa nhưng không còn chức năng mua bán mà thay vào đó con đường hoa được bày biện, sắp đặt công phu cho khách du xuân thưởng ngoạn. Cũng từ năm này, cứ đến dịp Tết Nguyên Đán, đường hoa Nguyễn Huệ lại được mở đón khách với từng chủ đề, ý tưởng khác nhau.
Dưới đây là danh sách chủ đề Đường hoa Nguyễn Huệ dành cho khách đi bộ thưởng ngoạn mỗi dịp Tết Nguyên Đán qua từng năm (thập niên 2020).

## Dòng thời gian

### Tết Canh Tý 2020:TPHCM - Vững tin tiến bước
Đường hoa kéo dài từ ngày 22 tháng 1 năm 2020 (28 tháng Chạp) đến 28 tháng 1 năm 2020 (Mùng 4 Tết), Đường hoa tổng chiều dài 720 m với ba phân đoạn chính thể hiện:
Phân đoạn I - Xuân của đất trời, Xuân của tình người. Đầu đường hoa là cảnh gia đình chuột múa hát bản hoà ca mùa xuân
Phân đoạn II - Thành phố phát triển, Bền vững niềm tin là một quần thể kết hợp những yếu tố liên quan đến môi trường sống, nền tảng hòa bình và những vấn đề xoay quanh bảo vệ môi trường
Đường hoa sẽ khép lại bằng đại cảnh cổng kết lấy ý tưởng của bông hoa chuyển động Kinetic (sử dụng nguyên lý chuyển đổi động năng thành điện năng). Bông hoa tượng trưng cho sự phát triển bền vững của TP.HCM, thành phố vững tin tiến bước đi lên.

Cảnh quan đường hoa Nguyễn Huệ Tết Canh Tý 2020
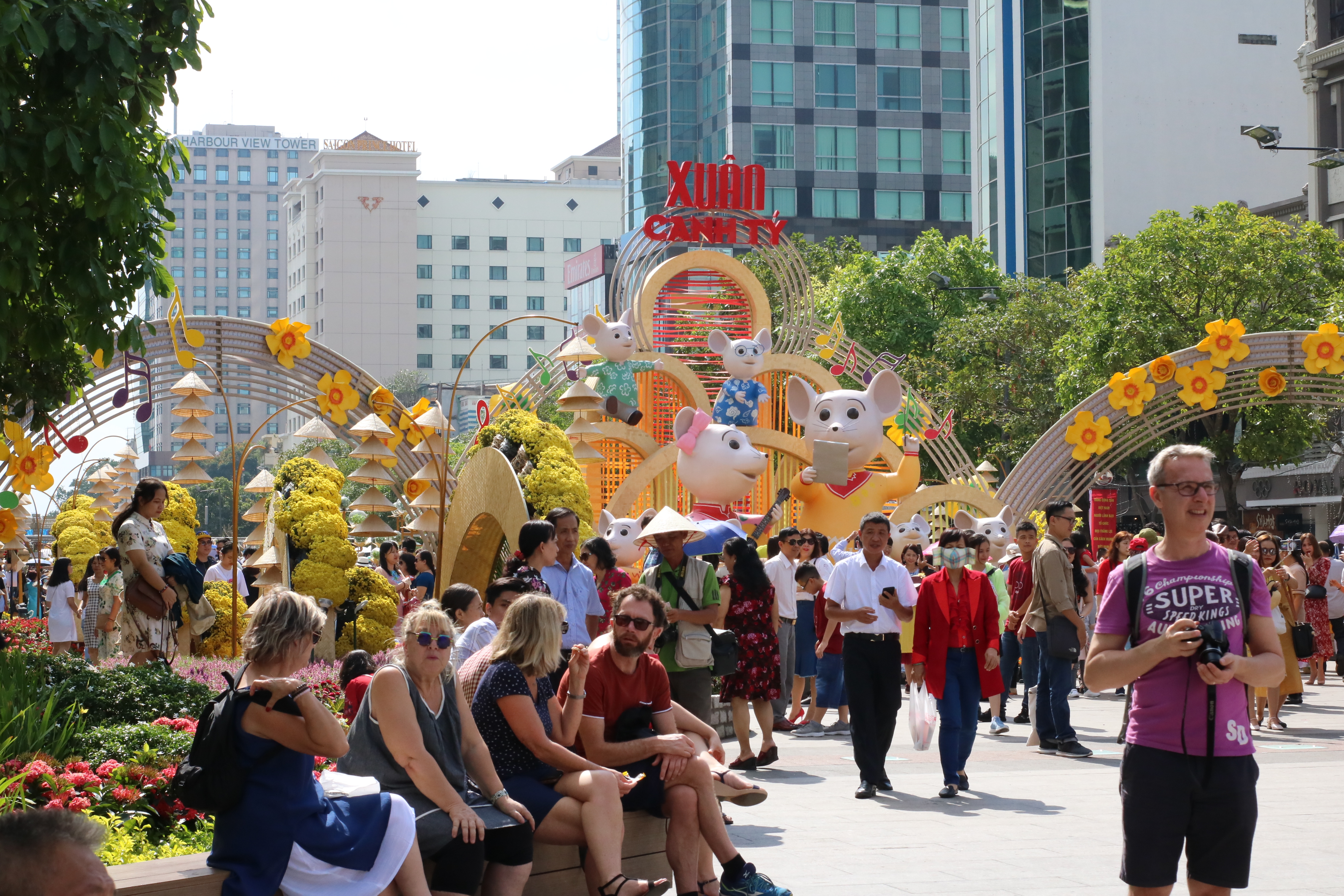
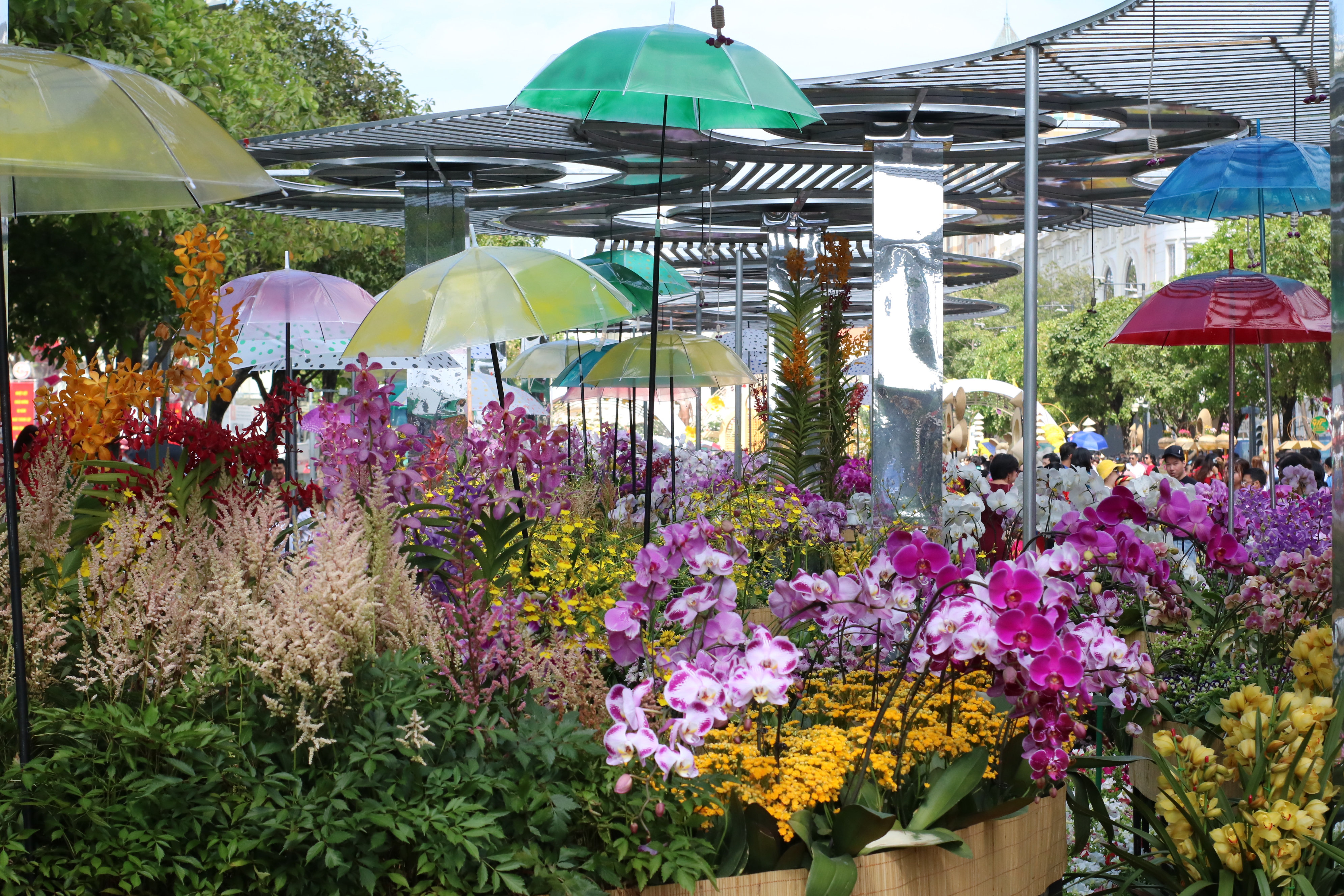
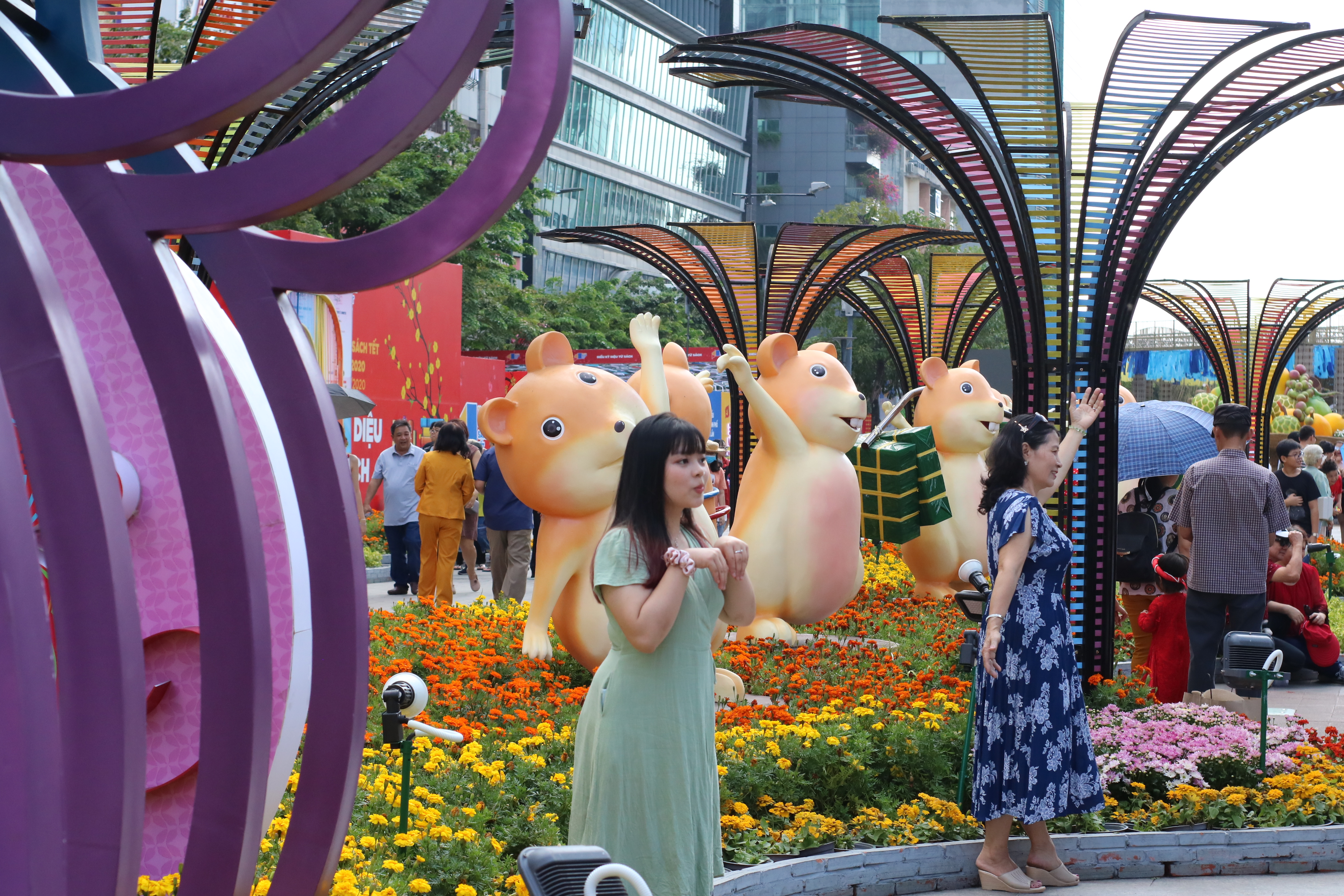
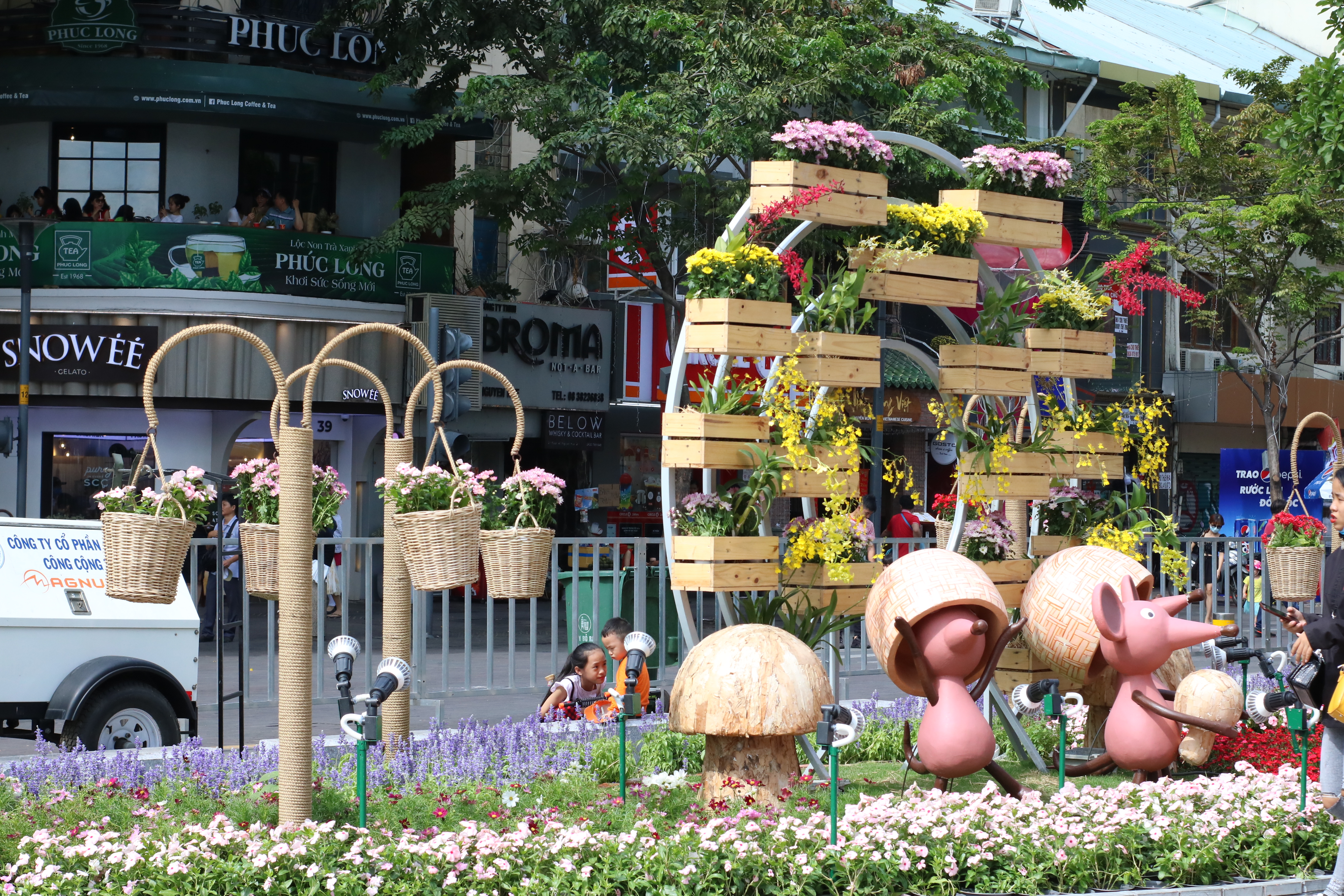
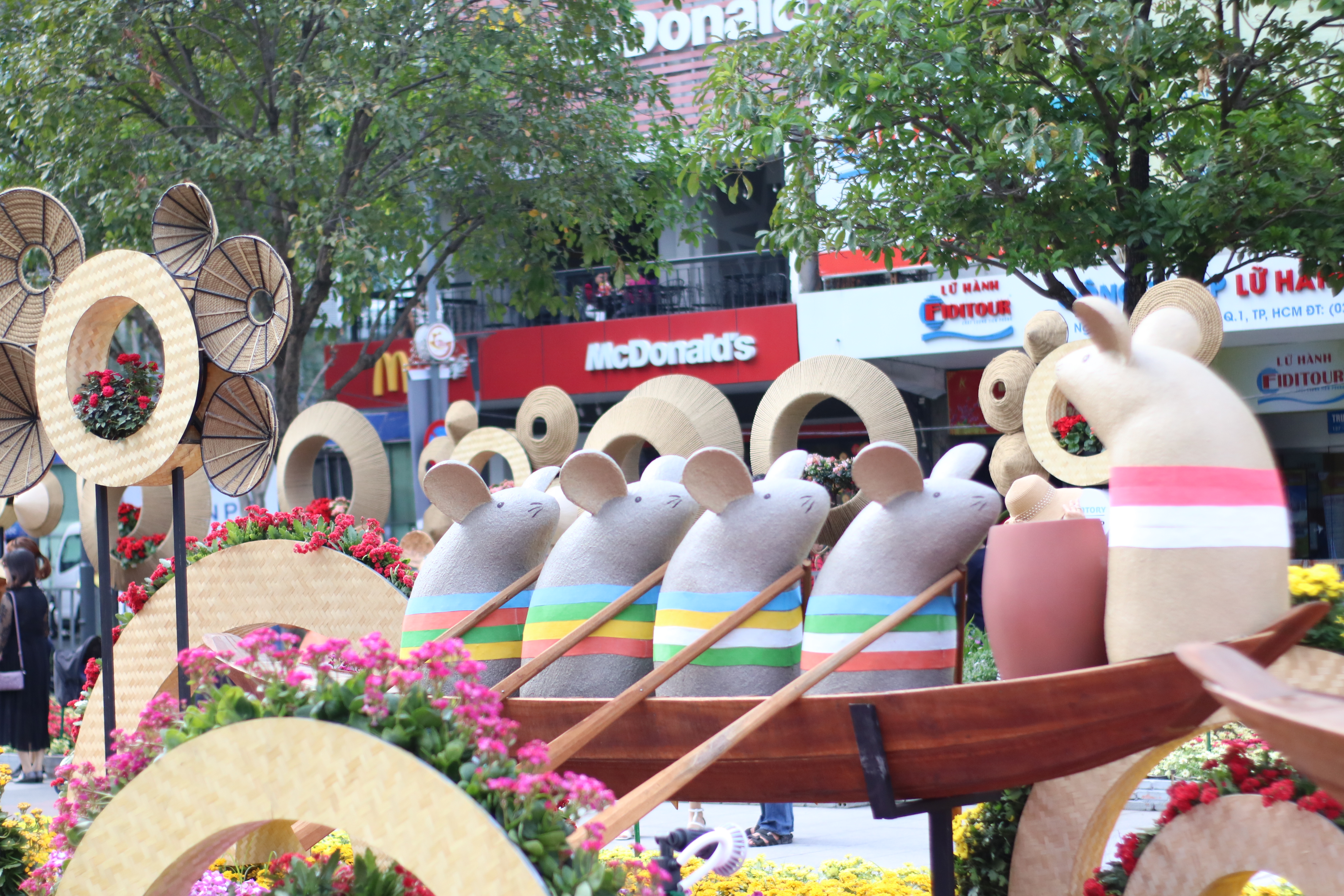
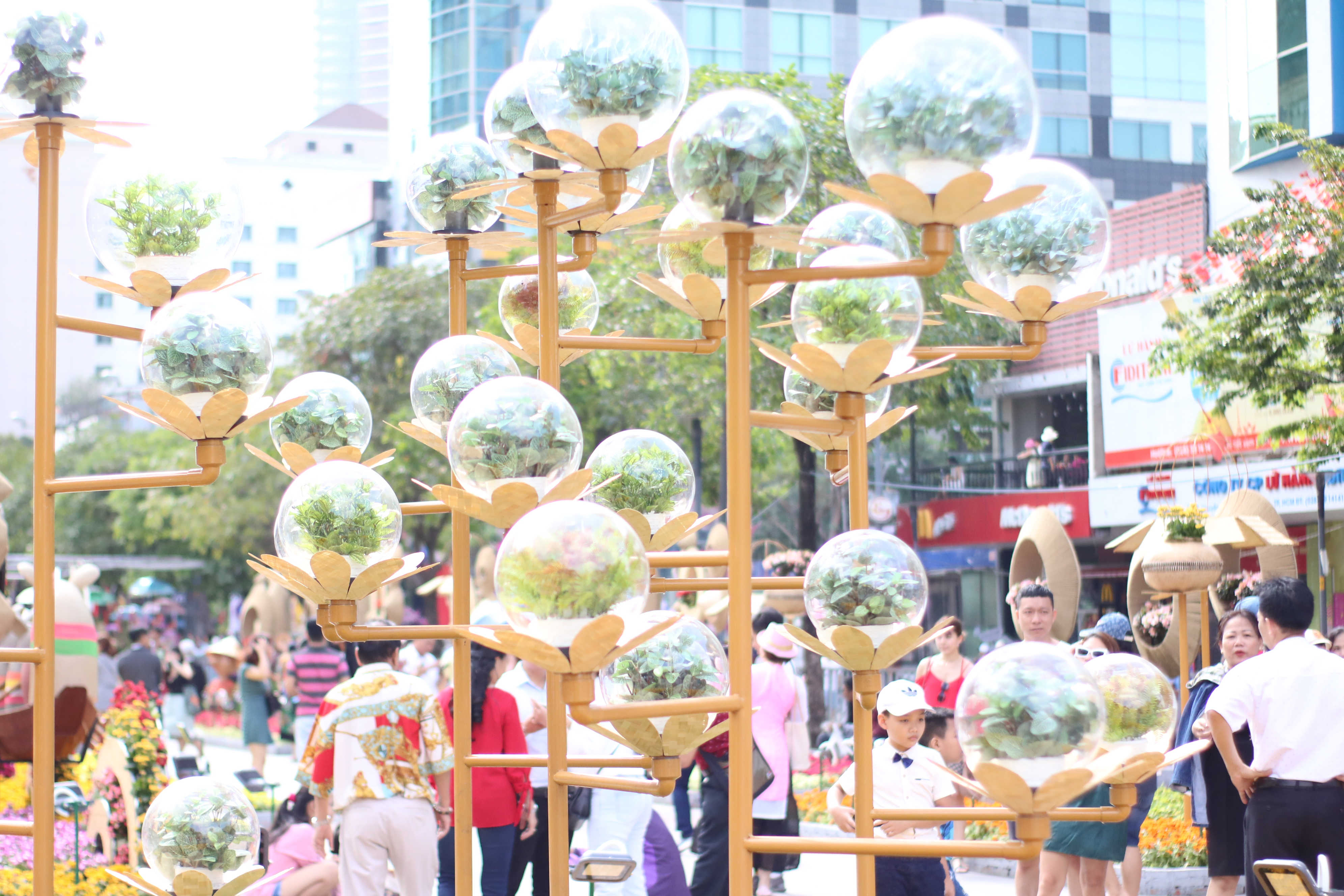
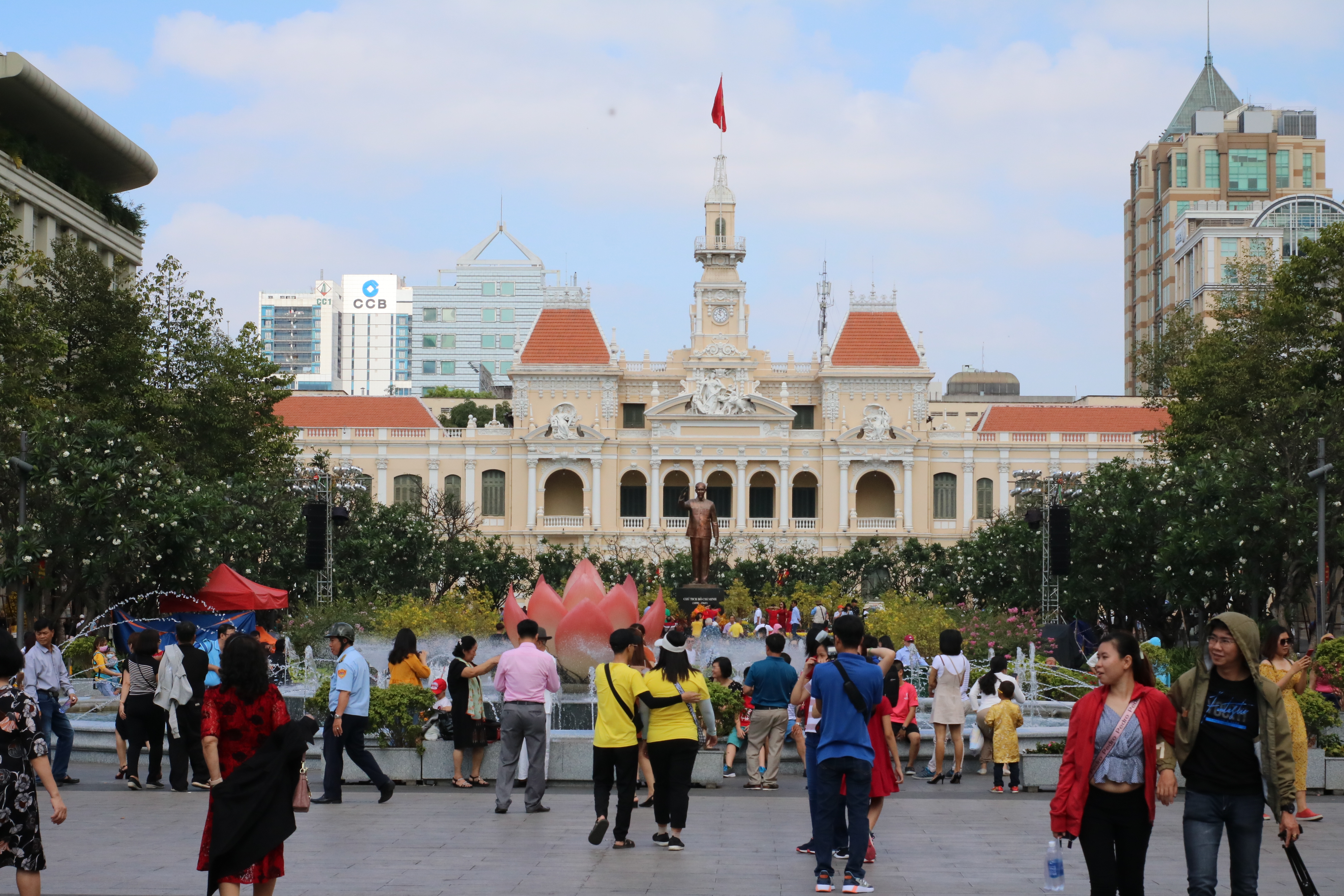

### Tết Tân Sửu 2021:TPHCM - Văn minh - Hiện đại - Nghĩa tình
Mặc dù trong Đại dịch Covid-19 nhưng đường hoa Nguyễn Huệ Tết Tân Sửu vẫn mở cửa từ  ngày 8-2 đến ngày 16-2-2021 (tức từ 27 tháng chạp âm lịch đến mùng 5 tết, kéo dài thêm 1 ngày) và được chia thành 2 chương, gồm Con đường hội tụ bản sắc và Con đường hướng tới tương lai, với 13 phân cảnh lớn, nhỏ khác nhau, với nhiều hình ảnh trâu và cuộc sống ruộng đồng. Đường hoa đã nhận được nhiều ý kiến khen ngợi của người dân và du khách về một đường hoa đẹp, ấn tượng, thông thoáng; cũng như lời khen ngợi về công tác phòng chống dịch Covid-19 và kéo dài thêm 1 ngày so với thường lệ, tuy đã thực hiện giãn cách triệt để và người tham quan phải đeo khẩu trang kể cả khi chụp ảnh.
Năm 2021 cũng là năm đầu tiên, Đường hoa được số hóa bao gồm dựng bản đồ 2D và quét 3D Đường hoa bằng Drone, video 360 toàn cảnh Đường hoa, Livestream 360˚ và Video VR Tour trải nghiệm Đường hoa.

### Tết Nhâm Dần 2022:Xuân quê hương, ấm tình nhân ái
Đường hoa Nguyễn Huệ Tết Nhâm Dần 2022 diễn ra từ 19h ngày 29 tháng 1 đến 17h ngày 5 tháng 2 năm 2022 (tức từ 27 tháng Chạp Âm lịch đến mùng 5 Tết, kéo dài thêm 1 ngày so với thường lệ) với tiêu chí an toàn và tiết kiệm. Thời gian thi công bắt đầu từ ngày 13 tháng 1 (11 Tháng chạp) đến 12h ngày 29 tháng 1 (27 Tháng chạp).

Cảnh quan đường hoa Nguyễn Huệ Tết Nhâm Dần 2022
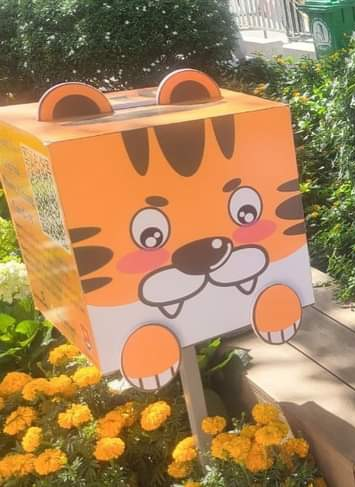
Hổ đất chương trình quyên góp "Chung tay góp sức phòng, chống COVID-19"
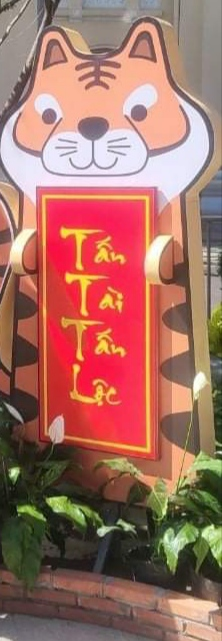
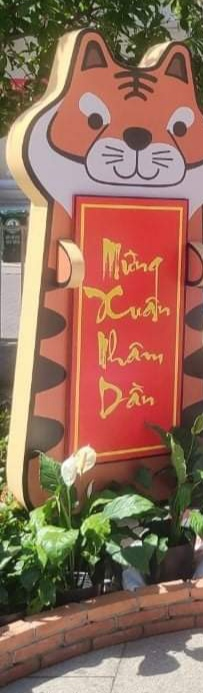

### Tết Quý Mão 2023:TPHCM - Xuân an vui, Xuân thịnh vượng
Đường hoa Nguyễn Huệ Tết Quý Mão 2023 diễn ra từ 19h ngày 19 tháng 1 đến 21h ngày 28 tháng 1 năm 2023 (tức từ 28 tháng Chạp đến hết mùng 7 Tết).Chủ đề của đường hoa năm nay là "TP.HCM - Xuân an vui, Xuân thịnh vượng", 6 linh vật ở cổng Đường hoa Nguyễn Huệ (TP.HCM) có chiều cao 0,8 - 4,5m được tạo hình bằng xốp, sơn mỹ thuật bề mặt giả gốm đã hoàn thiện 90% và các thiết kế đều bám theo chủ đề này. Mây, tre là vật liệu chủ đạo trong trang trí đường hoa. Khu Hoa lan năm nay với tên gọi "Nhịp sống Sài Gòn", rộng hơn 300 m2, nằm dưới 8 mái vòm khung sắt rộng 1,8 - 4 m, cao 2,55 - 5,5 m, đan xen nhau để tạo mái, phủ bóng. Lần đầu tiên đường hoa Nguyễn Huệ thiết kế cầu kính. Cầu dài 40 m, làm bằng sắt, gỗ và kính cường lực ba lớp cao 1,8 m, tính từ mặt đất.
Trên diện tích hơn 240 m2 sau lưng cổng chào Đường hoa 2023, khách thưởng ngoạn sẽ có dịp chiêm ngưỡng lại toàn bộ 20 linh vật đã từng xuất hiện tại vị trí cổng chào Đường hoa, có dịp chụp ảnh chung với hình ảnh đại diện con giáp của mình, và đặc biệt hơn là có thể so sánh hai tạo hình khác nhau của cùng một linh vật. Qua 20 năm, tổng cộng có 8 linh vật đã đến, đã đi và quay trở lại gồm các linh vật: Thân, Dậu, Tuất, Hợi, Tý, Sửu, Dần và Mão. Các linh vật tại đại cảnh “Vùng ký ức” được thể hiện ở mức tương đồng đến 80% so với nguyên bản năm xưa.

Cảnh quan đường hoa Nguyễn Huệ Tết Quý Mão 2023
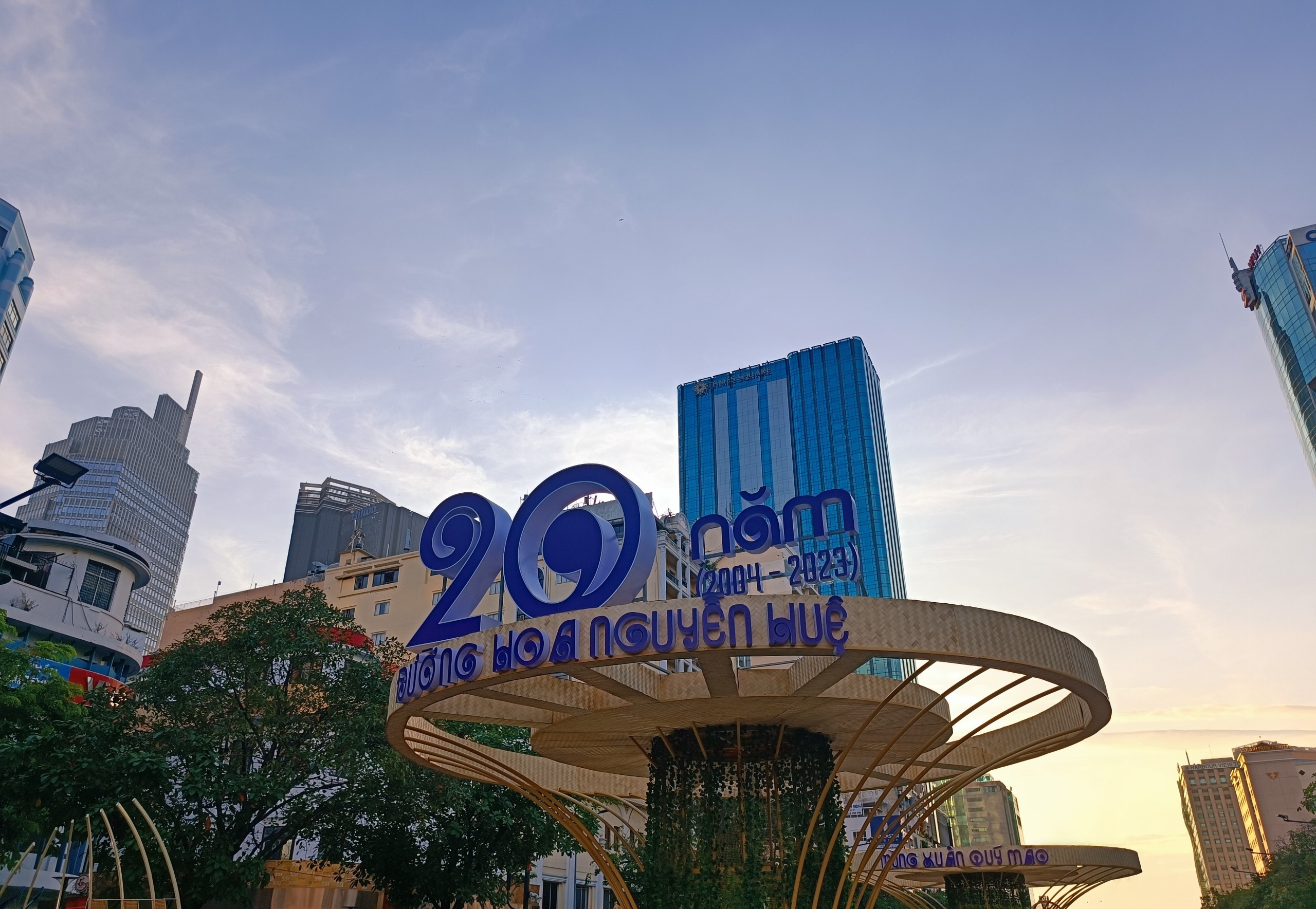
Tính đến Tết Quý Mão 2023, Đường hoa Nguyễn Huệ là năm thứ 20 được thực hiện trong dịp Tết Nguyên đán tại trung tâm TP.HCM.
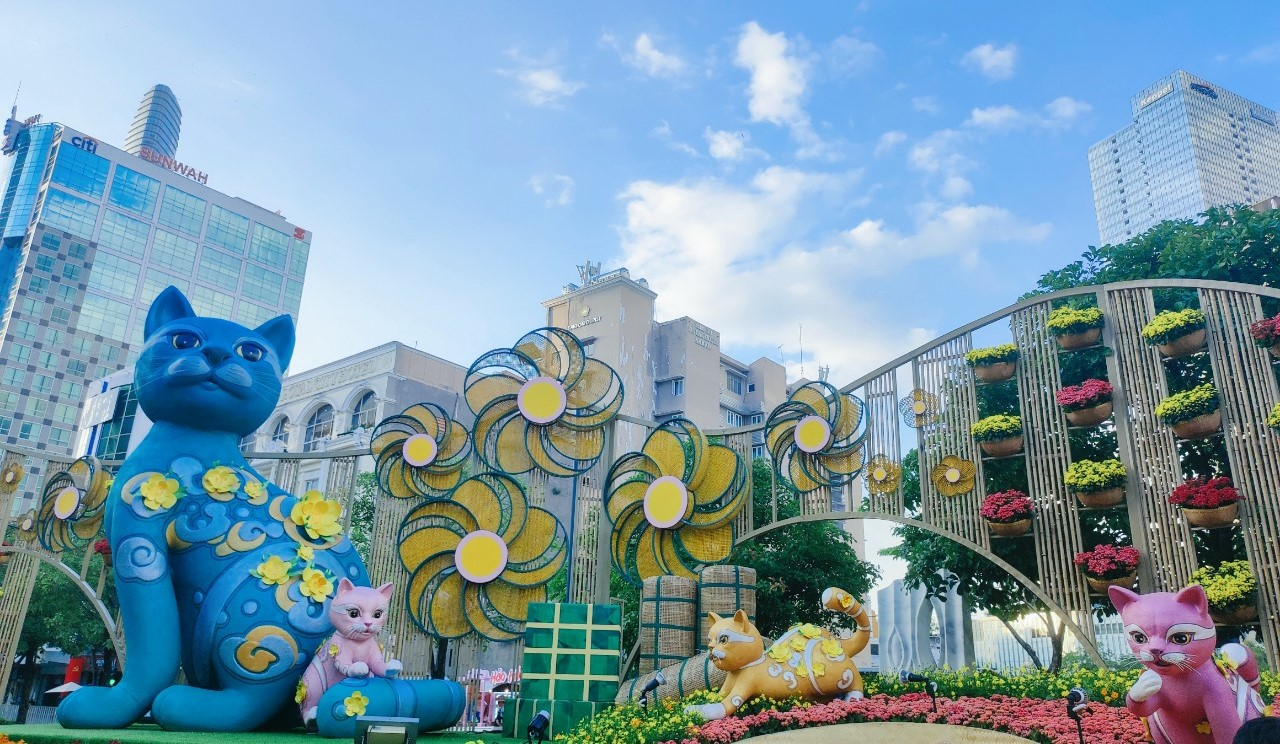
Linh vật của năm - Mèo
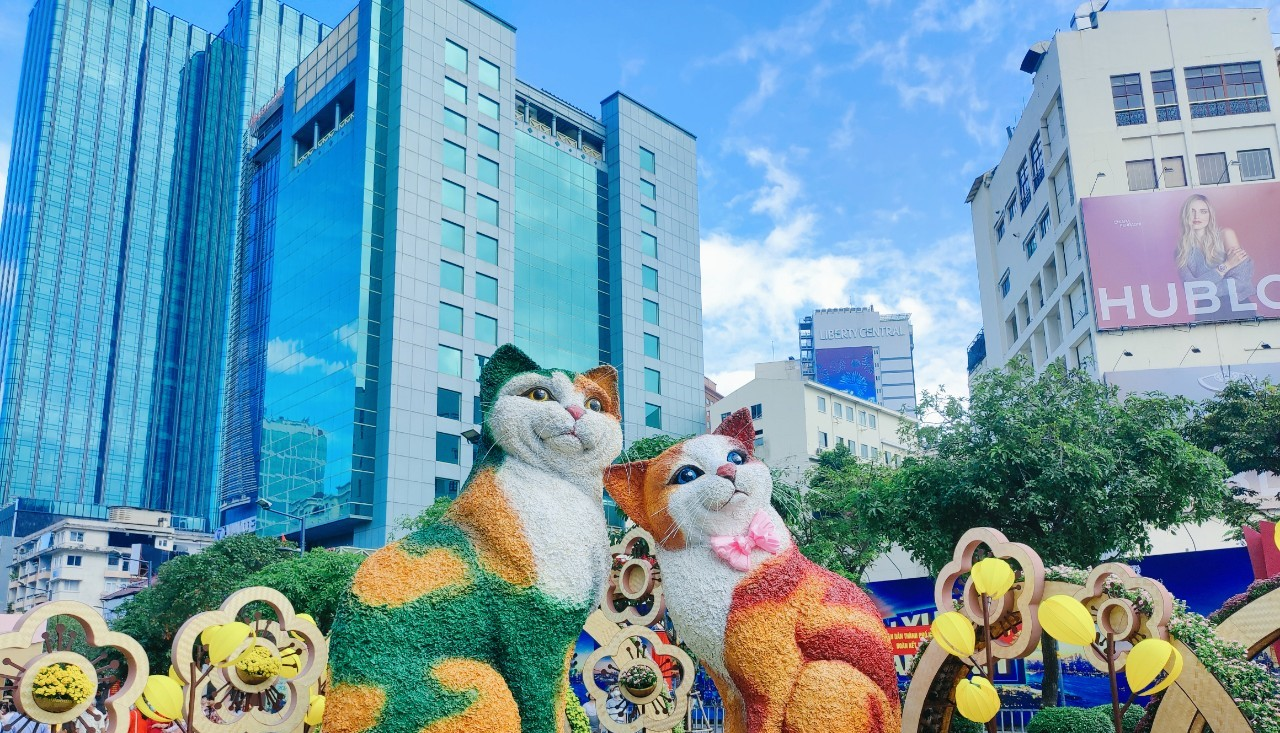
Cặp linh vật mèo ở cổng kết với chiều cao lần lượt là 4,5 m và 5,5 m, thân được kết từ hơn 400 m vải, thi công trong 3 tuần với nhiều công đoạn từ tạo hình linh vật với mút xốp, phủ vải mùng và cao su non, thêm lớp vải xô bồi keo, lại phủ thêm bông gai nhuyễn, kế đến mới xếp vải và phủ lớp chống thấm.
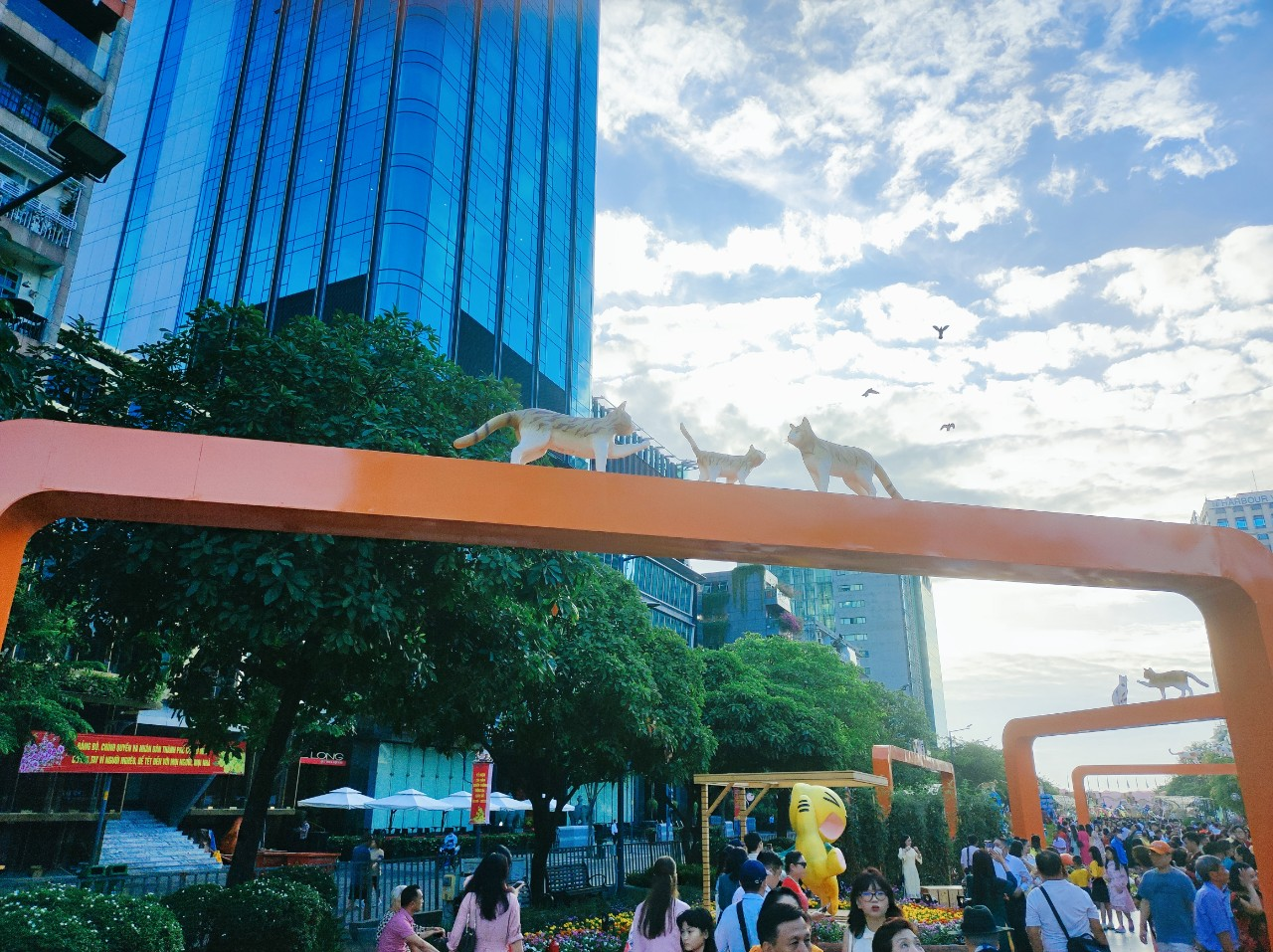
Linh vật của năm - Mèo

### Tết Giáp Thìn 2024:Xuân yêu thương, Tết sum vầy
Đường hoa Nguyễn Huệ Tết Giáp Thìn 2024 diễn ra từ 19h ngày 7 tháng 2 đến 21h ngày 14 tháng 2 năm 2024 (tức từ 28 tháng Chạp đến hết mùng 5 Tết).Chủ đề của đường hoa năm nay là "Xuân yêu thương, Tết sum vầy". Ba phân đoạn Đường hoa Nguyễn Huệ Tết 2024 gồm: Nguồn cội quê hương, băng sông vượt biển và vươn mình hội nhập. Tại khu cổng chào, hai linh vật Rồng: Lưỡng Long triều liên (đôi rồng chầu sen) với kích thước vòng đầu hơn 2m, năm đoạn thân uốn lượn dọc hai bên Đường hoa được thiết kế thân thiện với môi trường, với hơn 90% chất liệu được sử dụng trong công đoạn ốp tạo hình là mây tre và mành quạt nan. Hai linh vật rồng dài hơn 100m tại đại cảnh cổng chào (giao lộ Nguyễn Huệ - Lê Lợi) và một linh vật rồng tại cổng kết (giao lộ Nguyễn Huệ - Tôn Đức Thắng) lập kỷ lục kích thước con giáp lớn nhất từng xuất hiện trên đường hoa Nguyễn Huệ. Đặc biệt, năm nay linh vật rồng khổng lồ không chỉ là hình khối tĩnh như các năm trước, phần đầu rồng được thiết kế để cử động linh hoạt, đồng thời còn phát ra âm thanh như tiếng gầm.
Điểm mới của đường hoa năm nay là cây hoàng kim với 9 tác phẩm được các nghệ nhân thuộc Công ty Mai Vàng Rồng Việt chế tác. Các cây hoàng kim có chiều cao 1 - 3,6m với những cái tên mang theo lời chúc an lành trong năm mới như Mai Đại Phúc, Mai Rồng Việt, Đào Trường Xuân, Đào Phước Lộc, Bồ Đề Đại Cát... Đặc biệt, nhiều tác phẩm trên đường hoa năm nay sẽ được giữ lại. 3 linh vật rồng cùng 2 cây hoàng kim cao 30cm sẽ được ban tổ chức chuyển quyền sở hữu cho các doanh nghiệp, các cá nhân yêu thích và có nhu cầu sau khi đường hoa năm 2024 kết thúc. Toàn bộ số tiền thu được từ 3 linh vật rồng và 2 cây hoàng kim sẽ được trao tặng cho các quỹ từ thiện.
Năm nay, đường hoa Nguyễn Huệ ứng dụng công nghệ thực tế tăng cường (AR) với chủ đề Rồng thăng hoa, thông qua app Seensio Go trên thiết bị di động. Công nghệ AR sẽ tạo hình ảnh rồng bay và các thuyền hoa xuân sặc sỡ, sinh động, giúp người chụp ảnh, quay video có thể tương tác lưu lại những hình ảnh độc lạ.

### Tết Ất Tỵ 2025:Non sông gấm hoa, Vui Xuân thái hòa

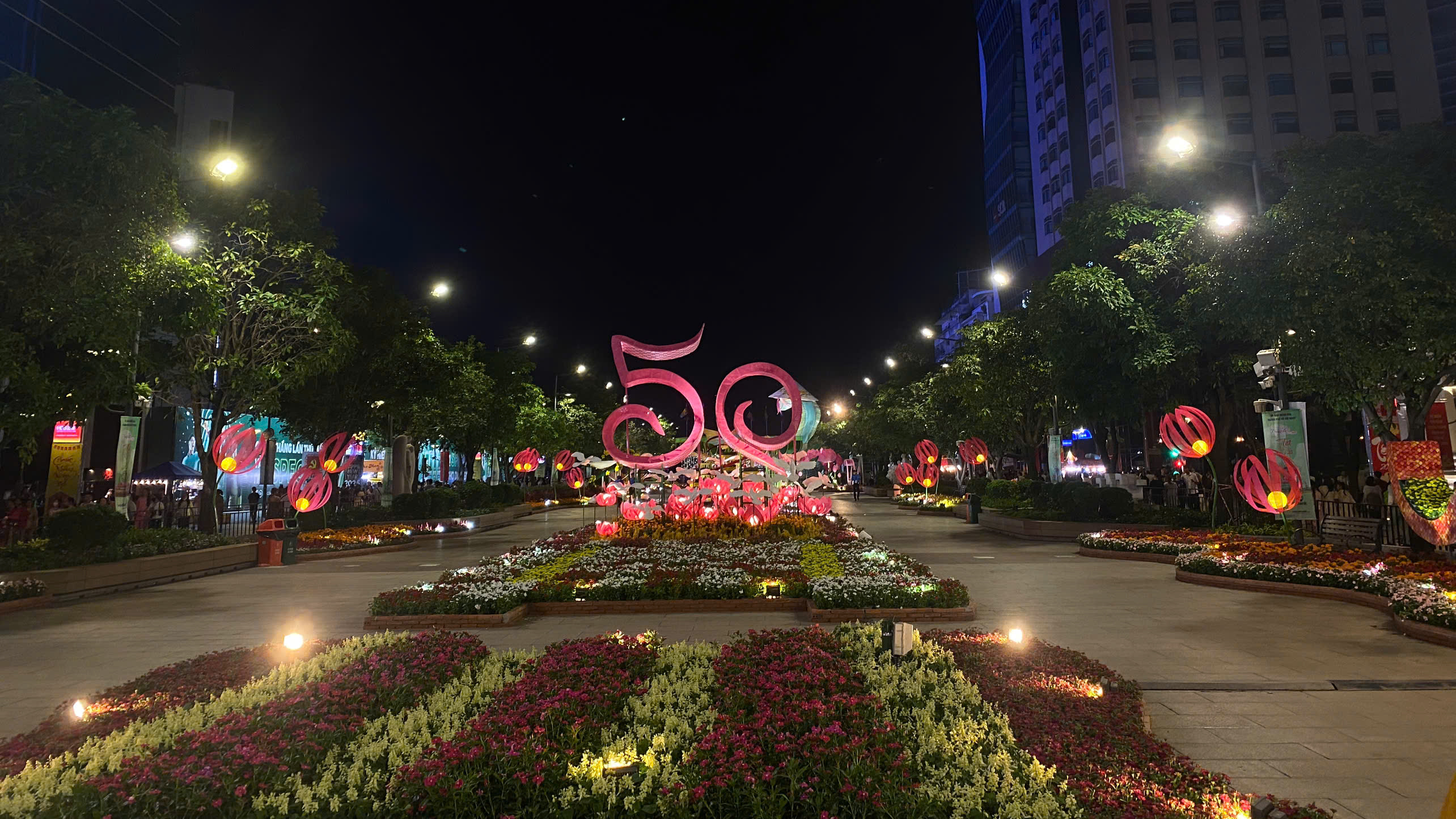
Biểu tượng 50 năm Việt Nam Thống nhất tại Đường hoa Nguyễn Huệ năm 2025

Đường hoa Nguyễn Huệ Tết Ất Tỵ 2025 diễn ra từ 19h ngày 27 tháng 1 đến 21h ngày 2 tháng 2 năm 2025 (tức từ 28 tháng Chạp đến hết mùng 5 Tết). Chủ đề của đường hoa năm 2025 là "Non sông gấm hoa, Vui Xuân Thái hòa". Ba phân đoạn Đường hoa Nguyễn Huệ Tết 2025 gồm: "Kết đoàn", "Chuyển mình" và "Phát triển", thể hiện những chặng đường lịch sử của dân tộc Việt Nam.